# 모던쥬스
모던쥬스는 2004년에 결성된 대한민국의 3인조 모던 록 그룹이다. CJ뮤직 소속으로서 구성원은 프로듀싱/작곡가 민욱(미누키), 기타리스트 다운, 여성 보컬 지오(본명: 손현정)로 시작하였다. 일본의 한 서점에서 우연히 《모던쥬스》라는 책을 보고 여러 가지 다양성이 내포된 주스의 이름을 보고 밴드 이름이 정해졌다.
2004년 음반 《A Kiss At The End Of Rainbow》의 노래 《버스 정류장》을 통해 첫 데뷔하였으며 슬픈 선율의 곡으로 구성되었다. 2005년, J팝 스타일의 경쾌한 곡 《사랑을 시작해도 되겠습니까》를 발매하였으며 이 노래는 영화 《제니, 주노》의 OST로 선정되었다.
2007년, 멤버 '다운'은 이 그룹에서 탈퇴하였다. 지오는 2008년부터 미루(MIRU)라는 이름으로 솔로 활동을 시작하였다.

## 음반
- 《A Kiss At The End Of Rainbow》: 2004년 11월 11일 발매